# جائزة سنغافورة الكبرى 2013
جائزة سنغافورة الكبرى  2013 (بالإنجليزية: 2013 Singapore Grand Prix)‏ هو سباق فورمولا 1 أقيم بتاريخ 22 سبتمبر 2013 في حلبة شارع مارينا باي، سنغافورة. كان الثالث عشر من أصل 19 في بطولة العالم لسباقات الفورمولا واحد موسم 2013. حلّ سباستيان فيتل أولا بينما جاء الإسباني فرناندو ألونسو في المركز الثاني وحصل على المركز الثالث الفنلندي كيمي رايكونن.